# Bijela knjiga Stipe Šuvara
"Bijela knjiga Stipe Šuvara" kolokvijalni je naziv za dokument je koji je načinio Centar za informiranje i propagandu Centralnog komiteta Saveza komunista Hrvatske pod vodstvom Stipe Šuvara i zaključen je 21. ožujka 1984. godine.

## Dokument
Izvorni naziv dokumenta je “O nekim idejnim i političkim tendencijama u umjetničkom stvaralaštvu, književnoj, kazališnoj i filmskoj kritici, te o javnim istupima jednog broja kulturnih stvaralaca u kojima su sadržane politički neprihvatljive poruke”.
Naziv “Bijela knjiga” dobio je, prema Šuvarovim izjavama, po koricama koje su bile bijele boje.
Knjiga je dokument o represiji u tadašnjoj komunističkoj državi. Namjera je bila mobilizacija u borbu protiv idejnog protivnika.
Dokument je predstavljao partijsku hajku na odabrane intelektualce, umjetnike, književnike i druge neistomišljenike čiji se radovi ili istupi nisu uklapali u ideološke partijske okvire prema zamislima Šuvara i njegovih istomišljenika u Partiji i među intelektualcima.

## Nepoćudni
Nepoćudni su tada bili Igor Mandić, Predrag Matvejević, Stanko Lasić, Dimitrije Rupel, Vuk Drašković, Dobrica Ćosić, Ljubomir Tadić, Stjepan Čuić, Drago Štambuk, Edvard Kocbek, Antonije Isaković, Lojze Kovačič, Rajko Grlić. Po tim imenima se vidi da su u Srbiji i Sloveniji kao ideološki protivnici apostrofirani uglavnom tamošnji nacionalisti, a u Hrvatskoj nacionalisti i stvaratelji ljevičarskih opredjeljenja (Matvejević, Grlić).

## Reakcije
Protiv Bijele knjige glas su digli ponajviše književnici i intelektualci u Srbiji.
Književnik Matija Bećković organizirao je potpisivanje otvorenog pisma protiv Bijele knjige, Šuvara, a posredno i protiv Saveza komunista Hrvatske. Otvoreno pismo potpisalo je više od 100 viđenijih srpskih intelektualaca.
Brojni su bili tekstovi protiv Bijele knjige koje su objavljivala glasiila u Beogradu.

## Savjetovanje
Glavni sudionici "Savjetovanja o idejnoj borbi u sferi kulture i stvaralaštva" u organizaciji Komisije CK SKH za idejna pitanja i informiranje, održanog u Zagrebu 23. svibnja 1984. godine bili su osim Stipe Šuvara, Pero Kvesić, Šime Vučetić, Veljko Bulajić, Vice Zaninović, Žarko Božić, Ervin Peratoner, Pero Pletikosa, Božidar Gagro, Vanja Sutlić (stariji), Tomislav Marijan Bilosnić, Ante Kesić, Stevo Ostojić, Mato Jerinić, Ivo Družijanić, Joža Horvat, Joško Čelan, Ivan Jakopović, Ivan Salečić, Vladimir Popović, Branko Puharić, Vatroslav Mimica, Branimir Bošnjak, Lordan Zafranović, Zlatan Gavrilović, Kosta Spaić, Milan Rakovac, Nedjeljko Dragić, Enes Kišević, Rade Peleš, Davor Kačar, Dragan Milivojević, Goran Babić, Veljko Knežević, Mira Ljubić Lorger, Marijan Radmilović i Josip Brkić.
Šuvar je upozorio na “odbore za zaštitu intelektualaca, potpisivanje peticija u ime slobode, denunciranje Jugoslavije kao zemlje bespravlja, kao tamnice u kojoj je sloboda misli zatrta”. Pojasnio je da “Mile Budak nije izgubio glavu zbog toga što je bio hrvatski pisac, već zbog toga što je bio fašista”. Isto tako, “dva hrvatska pjesnika nisu 70-ih godina išla u zatvor, a jedan od njih (Vlado Gotovac, opaska novinara) onda i ponovno pred nekoliko godina, zbog svoje lirike, već zbog svog šovinističkog ponašanja i djelovanja kojima se na ovim našim prostorima nažalost još mogu izazvati ne samo slijepa mržnja i narušavati društveni red već i nova ubijanja i klanja.”
U raspravi na savjetovanju Bijela knjiga nije dobila jednoglasnu podršku.

## Hrvatsko izdanje
- izdavač: Večernji list,  Zagreb
- godina: 2010.
- ISBN 978-953-7313-65-4